# Alifushi
Cette page contient des caractères et des mots thâna comme ހ ou ފ. En cas de problème, consultez l’article Maldivien ou testez votre navigateur.
Alifushi, en maldivien އަލިފުށި, est un atoll des Maldives. Ses 2 317 habitants se répartissent l'une des deux îles de l'atoll. Les terres émergées représentent 0,71 km2 sur les 4,38 km2 de superficie totale de l'atoll, lagon inclus.

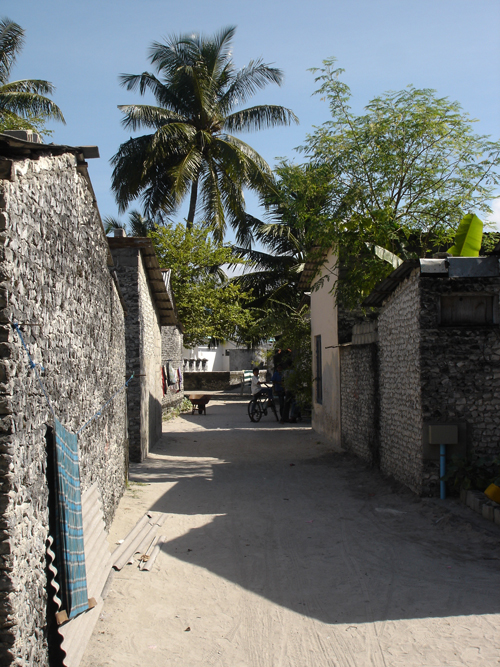
Rues couvertes de sable de corail d'Alifushi.